# Piraquê
Piraquê este un oraș în Tocantins (TO), Brazilia.